# だまされて貰います
『だまされて貰います』（だまされてもらいます）は、1971年（昭和46年）に製作されたクレージーキャッツ主演による日本の映画である。東宝クレージー海外ロケ作品第5弾、「作戦シリーズ」最終作。クレージーのメンバー全員（71年1月にクレージーを脱退した石橋エータローを除く）が顔を揃えた、東宝クレージー映画における最後の作品でもある。併映作品は『喜劇 昨日の敵は今日も敵』（監督：前田陽一、主演：堺正章）。

## 概要
『日本一のワルノリ男』に続き、本作においても、宣伝面においては“クレージー勢揃い”以上に植木等と加藤茶のコンビ中心の作品であることを前面に押し出している（企画段階当初のタイトルは『植木等・加藤茶のなんでもやらせて貰います』であった）。
『クレージー黄金作戦』で訪れたハワイ、ロサンゼルス、ラスベガスに加え、本作ではニューヨークでもロケを敢行した。
劇中、植木等と谷啓がデュエットする「カモン!ニューヨーク」では、ジャズ世代である二人がハードなロック・ナンバーを歌いこなしている。

## ストーリー
詐欺師・伊賀良太郎は、東北新幹線建設事業の下検分だと言って東北地方の片田舎町の村長や忠作を騙し、また一儲け。しかも忠作が思いを寄せていた花子も良太郎は連れ去る。東京へやって来た良太郎は、水をガソリンに変える発明に熱中する早川源内とその妹、光子に出会う。良太郎はこの発明を利用してまたも詐欺を企むが、そこへ「エンパイヤ・アマルガム・テクニクス社」のジョージ広田という男が現れ、その発明を持ってアメリカへ来てほしいと持ちかけられる。

## スタッフ
- 製作：渡辺晋、田波靖男
- 監督：坪島孝
- 脚本：田波靖男
- 音楽：萩原哲晶
- 撮影 : 上田正治
- 照明 : 羽田昭三
- 美術 : 竹中和雄
- 録音 : 林頴四郎
- 整音 : 東京映画
- 編集 : 広瀬千鶴
- 合成 : 三瓶一信
- 監督助手 : 砂原博泰
- 製作担当者 : 大滝正治
- 現像 : 東京現像所
- 協力 : パンアメリカン航空
- 製作 : 東宝、渡辺プロダクション
- 製作協力：ジャック・プロダクション、近代放映

## キャスト
- 伊賀良太郎：植木等
- 竹田：ハナ肇
- 早川源内：谷啓
- 大塚巡査：犬塚弘
- 佐倉：桜井センリ
- 安村：安田伸
- 小村忠作：加藤茶
- 早川光子：野川由美子
- 関根花子：小山ルミ
- 高橋ナナ子：司美智子
- ぽん太：北あけみ
- 真紀：太田淑子
- 関根ハル：賀原夏子
- 下山：南利明
- 井上：人見明
- 風間親分：高品格
- 風間の子分：岩本弘司
- ジョージ広田：田武謙三
- 牛尾雄三：柳谷寛
- 大岡村長：石田茂樹
- 松浦：増田順二
- 黒江：草川直也
- エンパイヤ・アマルガム・テクニクス社社長：アンドリュー・ヒューズ
- 技師長：ピエール・カラメロ
- ホテルの警官：エンベル・アルテンバイ、オスマン・ユセフ
- 産業の一味：ウィリー・ドーシー、バート・ヨハンソン
- クレジットバックの歌手：園まり

## 挿入歌
「最後の一時間」
作詞：なかにし礼
作曲：中村泰士
歌：園まり
「カモン！ニューヨーク」
作詞：田波靖男
作曲：萩原哲晶
歌：植木等・谷啓

## ビデオソフト化・再放送
- 1980年頃に東宝ビデオからテレビサイズのビデオソフト（VHS・β・U規格）が、主に業務用途向けにリリースされた[1]。
- その後ビデオソフトの再発売は一切無く、他の東宝クレージー映画末期作品（『日本一のヤクザ男』、『日本一のワルノリ男』、『日本一のショック男』）と同様に、2020年現在DVD化・BD化は行われていない。
- 2015年6月には、CS・日本映画専門チャンネルにて、本作のHDリマスター版がTV初放送された。